# Metten

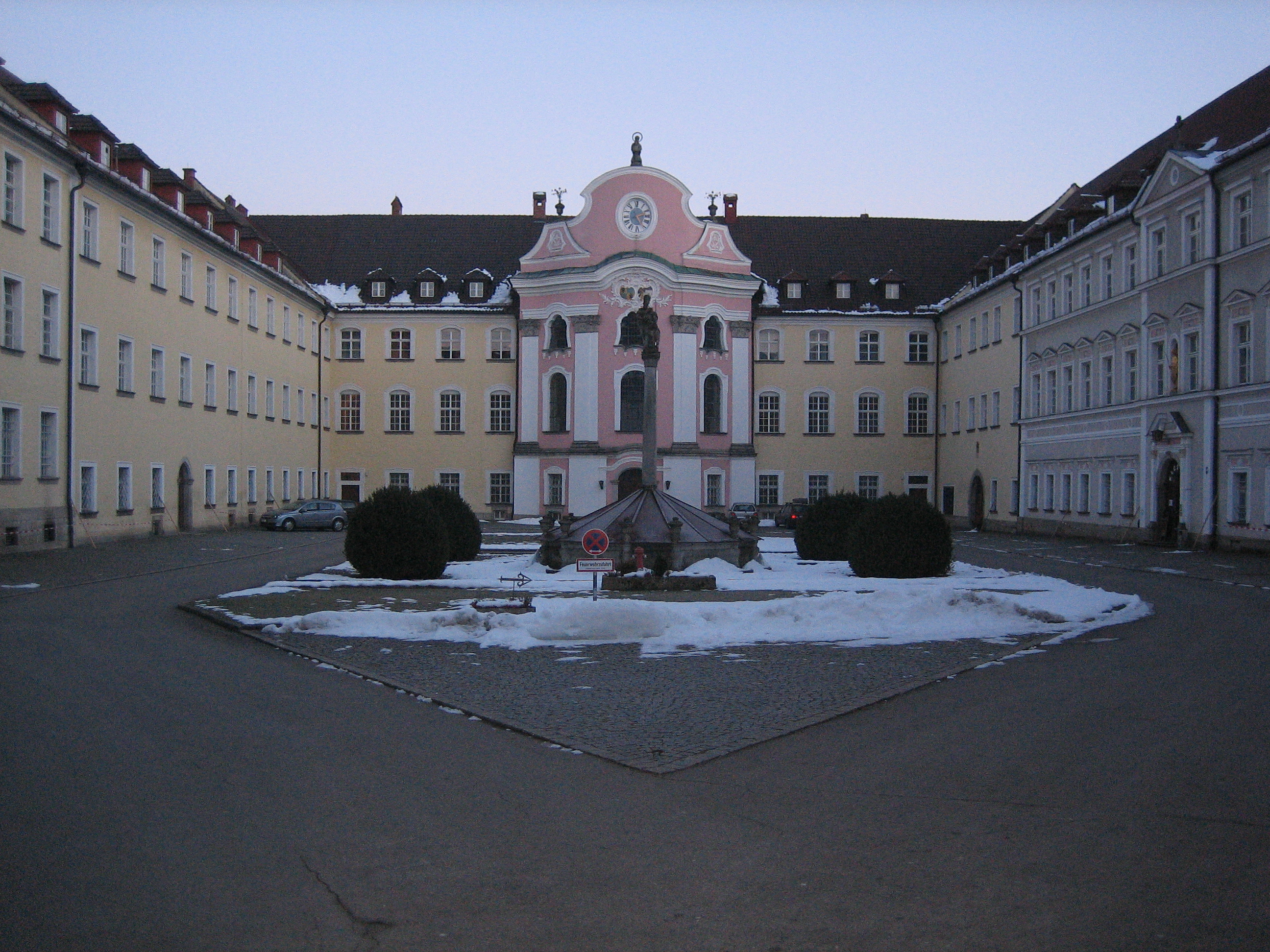
Metten

Metten este o comună-târg din districtul Deggendorf, regiunea administrativă Bavaria Inferioară, landul Bavaria, Germania.